# Emmanuel García
Emmanuel García Vaca (Zamora de Hidalgo, 28 dicembre 1989) è un ex calciatore messicano, di ruolo difensore.